# Mount Ballou
Mount Ballou ist ein zinnenförmiger und 2900 m hoher Berg im ostantarktischen Viktorialand. Er ragt am südlichen Ende der Mesa Range auf und bildet die Nordflanke des Eingangs zum Pinnacle Gap.
Der United States Geological Survey kartierte ihn anhand eigener Vermessungen und Luftaufnahmen der United States Navy aus den Jahren zwischen 1960 und 1964. Das Advisory Committee on Antarctic Names benannte ihn nach Justin G. Ballou (1916–2003), leitender Offizier der Wintermannschaft der Abteilung A der US Navy auf der McMurdo-Station im Jahr 1966.